# Littlefield (Arizona)
Pour les articles homonymes, voir Littlefield.
Littlefield est une census-designated place du comté de Mohave, dans l'État de l'Arizona, aux États-Unis. En 2020, elle compte une population de 256 habitants.